# 配对相容性
配对相容性是生物学领域中用于解释动物为何具有不同的配偶选择倾向及繁殖成功率的概念。具体表现为配偶之间的基因、形态、行为相容性，直接或间接影响动物的繁殖。这个概念用于概括由于两个个体相互作用而产生、但在仅考虑个体时无法被考虑到的因素。
动物对配偶的选择通常不是随机的，而是需要选择合适的配偶以保证后代质量，提高自身适合度。在配偶选择中，个体性状本身在进化上也许不具有积极或消极意义。即使个体性状对动物的生存繁衍既无益处也无害处，但双方性状组合的“不和谐”可能导致双方“离婚”后得到的好处超过为此付出的代价。

## 研究历史
配对相容性概念的提出源于对鸟类“离婚”现象的研究。所谓“离婚”是指一年中的任何时候，配对一方在旧配偶仍存活的情况下，在后续繁殖中与新配偶配对的行为。为理解这种行为，研究者们提出了许多假说，其中不相容假说认为，配偶间可能存在一定程度的不相容进而导致繁殖失败，因此个体解除当前配对关系去寻找新的配偶将拥有更高适合度。
研究发现，个体在形成配对后会产生涌现特性（emergent properties），即形成的这个配对产生了新的、存在于配对层面的特性，而不仅仅是雌雄个体的简单加和，这意味着不仅个体本身，而且个体的组合情况也会对繁殖造成影响。2004年的一项对鸡尾鹦鹉（Nymphicus hollandicus）的研究确定配对与非配对个体，以及不同配对间存在一系列行为差异，包括不同的从属关系、合作行为、相互整饰、性行为频率以及对内攻击性、配对双方的距离等，这些差异可以通过相容性来归纳解释。

## 内容
配对相容性主要包括基因相容性、形态相容性和行为相容性，这些因素从不同方面影响着动物的繁殖。

### 配偶基因相容性
基因相容性假说认为，个体在选择配偶时会倾向于选择与自身基因型相适应的配偶，以增加后代的遗传多样性并提高适合度。关于主要组织相容性复合体（MHC）基因与配偶选择的研究表明，在许多动物种群中，个体会倾向于选择具有不同MHC基因型的配偶，这可能有助于减少流产风险、增强后代的免疫能力，并避免近亲繁殖。然而，并非所有动物都根据MHC基因型相容性来选择与其适合的配偶。
除了MHC基因外，一些研究也关注了其他基因标记在配偶选择中的作用。比如微卫星标记等序列也发现了一些与配偶选择相关的遗传变异。

### 配偶形态相容性
形态相容性是指在动物世界中，个体在选择配偶时会倾向于选择与自身形态特征相匹配的对象的现象，包括体型、羽色等。这可能与特定基因的选择有关（即形态的相容性实际反映了基因的相容性），也可能与印记行为使个体倾向于选择与自己亲本一致的表型有关。这样的选择可能是因为形态相似的配对更有可能产生生存能力更高、繁殖成功率更大的后代。

### 配偶行为相容性
行为相容性高的配对往往表现出更多的协调性行为和更少的攻击行为，这可能通过影响亲代对后代的照顾情况对繁殖产生直接影响。个性差异的动物会根据其个性和行为倾向选择配偶，这些选择可能会影响配对后的繁殖结果，进而影响物种对环境变化的适应能力。